# 1327 w polityce

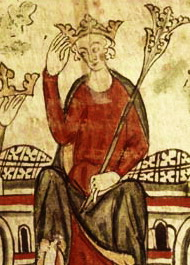
Edward II, król Anglii

Wydarzenia polityczne w 1327 roku.

## Wydarzenia
- Nieudana wyprawa Jana Luksemburskiego na Kraków (po interwencji Karola Roberta), podporządkowanie książąt śląskich Czechom[1].
- Interwencja Władysława Łokietka na Mazowszu, początek wojny z Krzyżakami[1][2].
- Ludwik IV Bawarski został koronowany na króla Włoch[3][4].

## Zmarli
- 21 września Edward II, król Anglii[5][6].
- 2 listopada Jakub II Sprawiedliwy, król Aragonii[7].